# Норэтистерон
Норэтистерон (NET, также известный как норэтиндрон)  — препарат , который используется в сочетании с эстрогеном или в одиночку в гормональных контрацептивах, заместительной гормональной терапии, и при лечении гинекологических заболеваний. Это синтетический прогестаген (или прогестин) из группы 19-нортестостерона и имеет похожие свойства натурального прогестерона, в том числе подавление гонадотропных гормонов, торможение овуляции и трансформация эндометрия. В дополнение к его прогестагенной активности, норэтистерон также имеет слабые андрогенный и эстрогенный эффекты в высоких дозах.
На рынке присутствует большое количество пролекарств в том числе норэтистерона ацетата, норэтистерона энантат, этинодиола диацетат, линэстренол, и квингестанола ацетат.

## Медицинское использование
Норэтистерон используется в качестве гормонального контрацептива в комбинации с эстрогеном — как правило, этинилэстрадиолом — в комбинированных оральных контрацептивах и в одиночку в виде таблеток. Помимо его использования в качестве контрацептива, норэтистерон может использоваться для лечения предменструального синдрома, дисменореи, меноррагии, нерегулярные менструации, климактерические симптомы (в сочетании с эстрогенами), либо отсрочки менструаций. Он также широко используется для предотвращения маточного кровотечения в сложных безоперационного или не-хирургических гинекологических заболеваниях и в лечении циклической масталгии.

## Побочные эффекты

### Андрогенный
Несмотря на слабую андрогенную активность, норэтистерон могут проявляться такие  андрогенные побочные эффекты, как акне, гирсутизм, и изменение голоса легкой степени тяжести у некоторых женщин при приеме больших дозировок (например, от 10 до 40 мг/сутки). это, не относится, к комбинированным пероральным контрацептивам, которые содержат норэтистерон  и этинилэстрадиол, однако. Такие препараты содержат низкие дозировки норэтистерона (0,35 до 1 мг/сут) в сочетании с эстрогеном и практически используются для облегчения симптомов акне. Фактически они одобрены FDA для лечения акне у женщин в Соединенных Штатах. улучшение наступает, из-за двух-, трехкратного увеличения содержания в крови полового гормон-связывающего глобулина и, как следствие, уменьшению количества свободного тестостерона, вызванных этинилэстрадиолом, что приводит к общему снижению андрогенной сигнализации в организме.
Сальные железы очень чувствительны к андрогенам и их размер и активность является  потенциальным маркером андрогенных эффектов. Более высокая дозировка норэтистерона или его ацетата 20 мг/день значительно стимулирует сальные железы, в то время как более низкие дозы 5 мг/сут и 2,5 мг/сутки норэтистерона и его ацетата, соответственно, существенно не стимулируют выработку кожного сала и, следовательно, не приводят к вирилиза́ции. При приеме норэтистерона от 0,5 до 3 мг/сут было установлено дозозависимое снижение уровня полового гормон-связывающего глобулина (и, следовательно, подавление печеночной продукции полового гормон-связывающего глобулина), что является еще одним весьма чувствительным маркером вирилизации.
Большое клиническое исследование высокой и очень высокой пероральной дозы норэтистерона (от 10 до 40 мг/сут) в течение длительного периода времени (от 4 до 35 недель) для предотвращения выкидыша у беременных женщин показало, что у 5,5% женщин проявились незначительные андрогенные побочные эффекты, такие как небольшое изменение голоса (охриплость голоса), угревая сыпь и гирсутизм, и что у 18.3% родившихся девочек, была незначительная вирилизация половых органов. Материнские андрогенные симптомы встречаются наиболее часто у женщин, которые получили дозы 30 мг/день или более в течение 15 недель или дольше.У новорожденных девочек, которые испытали маскулинизацию половых органов, единственным проявлением в 86,7% случаев было небольшое увеличение клитора. В остальных 13,3% случаях отмечалось увеличение клитора и частичное слияние лабиоскротальных складок. Доза, используемая в этих случаях составляла от 20 до 40 мг/сутки.
В высоких дозах норэтистерон подавляет менструацию у женщин с тяжелыми интеллектуальными нарушениями, которые не способны регулировать свои месячные. Согласно исследованию 118 нерожавших женщин, получавших 5 мг/сут сроком от 2 до 30 месяцев обнаружили, что препарат оказался эффективным средством для аменореи у 86% женщин, при этом у оставшихся 14% были отмечены прорывные кровотечения . Побочные эффекты, такие как  увеличение веса, гирсутизм, акне, головная боль, тошнота и рвота проявлялись в большинстве случаев. В другом исследовании дозировки 5 мг/сутки, в котором участвовало 132 женщины, также не упоминается о андрогенных побочных эффектах. Эти результаты доказывают минимальный риск андрогенных побочных эффектов в дозировке 5 мг/сутки.